# Stilbruch
Unter einem Stilbruch versteht man in der Kunst das Auftreten eines Elementes, das nicht zum Gesamtbild des Werkes passt und als störend oder gar provozierend empfunden wird. Als Stilbruch kann man beispielsweise bezeichnen:
- Das parallele Benutzen von Stilmitteln, die für unterschiedliche Epochen typisch sind. Ein barockes Rezitativ in einem Pop-Song kann ein Stilbruch sein, ebenso wie kubistische Elemente in einem klassischen Landschaftsportrait.

- Das Auftreten von Stilmitteln und Elementen, die der Atmosphäre des Gesamtwerkes entgegenstehen. Ein Beispiel ist die Verwendung von Umgangssprache in einem ansonsten kunstvollen Gedicht.

Ein Stilbruch kann vom Künstler durchaus beabsichtigt sein. Mögliche Gründe:
- Dem Werk wird eine humoristische Seite verliehen. Insbesondere in Gedichten wird oft im letzten Vers ein Stilbruch als Pointe verwendet, wie im Gedicht Gewitter von Heinz Erhardt.

- Zentrale inhaltliche Aspekte des Werkes spiegeln sich in den kontrastierenden Stilen wider.

Vom Stilbruch spricht man gelegentlich auch im Alltagsleben, beispielsweise in Führungsetagen eines Unternehmens, wenn Mitarbeiter ungewöhnlicherweise nicht im Anzug oder ohne Krawatte zur Arbeit erscheinen, und auch im Marketing, wenn eine Markenlinie (der „Stil eines Hauses“) zugunsten einer Neuausrichtung verlassen wird.

## Weblink
- Gewitter von Heinz Erhardt